# 歩行者天国

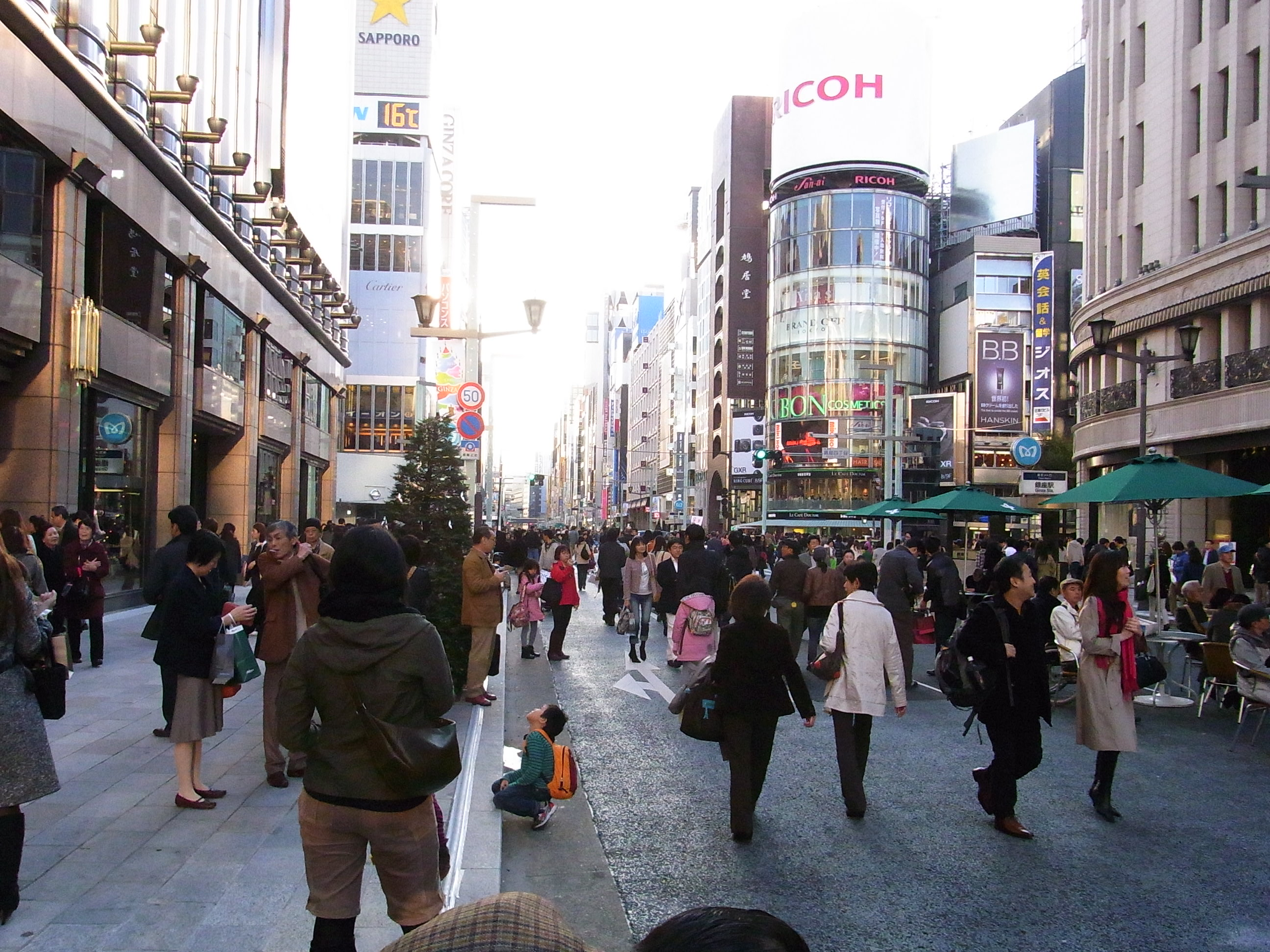
東京・銀座の歩行者天国

歩行者天国（ほこうしゃてんごく）とは、都市・街の歩行者空間の一種。
この記事では日本で「歩行者天国」と称する歩行者空間を扱う。

## 概説
歩行者の安全や健康に配慮して設計されたルートやエリアを歩行者空間という。歩行者空間系のアメニティの要素としては、歩行者空間には歩行者道、自動車が最適制御されている道路、公園、広場、街具等をすべて含む。
歩行者天国はモールの一種であるが、英語で単に「モール」と称する場合には自動車をすべて排除しているもの、バスやタクシーのみを通行可能としているもの、一般車も通行可能なものなどがあり、各地域の地域性や交通条件に合わせた形態が生み出されている。
車両の進入を禁じたモールをペデストリアンモール（フルモール）という 。世界で初めて商業街路での車両の通行を禁止したのは1930年にドイツのエッセンにあるリンベッカー通りであったといわれている。また、世界で初めて登場したのは第二次世界大戦が終わって間もないころともいわれており、西ドイツの商店街が最初だったとも、オランダのロッテルダムの商店街（ラインバーン商店街）が最初だったともいわれ、起源については諸説ある。
日本では車両通行止の規制を行い、車道部分を含めた道路全体を歩行者用道路として歩行者が歩けるようにする警察署による措置を「歩行者天国」ということがある。主に日曜日に実施されることから日曜遊歩道ともよばれ、曜日・時間帯を指定して実施されるもののほか、通年全日実施されるものもある。
日本語の「歩行者天国」は英語ではpedestrian [car-free] mallまたはvehicle-free promenadeと訳される。ただし、ペデストリアンモール（フルモール）は日本では道路法上の歩行者専用道路として実施されることもあり、道路交通法上の「歩行者用道路」（道路交通法第9条）として実施される「歩行者天国」とは根拠法令や定義が異なる。

## 日本の歩行者天国

### 歴史
日本では高度経済成長時代の当時、自動車の普及による交通事故の急増（いわゆる交通戦争）や環境問題への配慮により、道路交通を車優先から歩行者中心の交通への転換が求められた時期であり、そのきっかけとしてスタートしたのが始まりである。歩行者天国は道路全体を歩行者用道路とすることから、交差点などによる人の流れの妨害を阻止し、近隣の商業地の発展に寄与できるであろうとされた。また、排ガスや騒音といった交通公害の一時的な防止になり、開放的なイメージにもなるため、観光客や買い物客の増加に繋がるとも考えられた。
歩行者天国の発祥地については諸説あるものの、一般的に「歩行者天国」という名称が定着する前から裏通りを中心に何回か実施されており、東京では1887年（明治20年）に神楽坂の縁日で初めて実施されたといわれている。1950年には新宿駅東口前通りで自動車が締め出され、1958年には神田の東紺屋町で日曜・祝日に道路を柵で仕切り子供達の遊び場として提供した「遊戯道路」が設けられたこともある。「遊戯道路」はその後都内に広がっている。その後、1962年には江東区で一定時間通行制限を実施した「パートタイム規制」を行われている。
大規模なものは1969年（昭和44年）8月6日から12日間、北海道旭川市平和通で実験的に実施されたのが始まりである。東京都内では、美濃部亮吉知事（当時）の提唱で、1970年（昭和45年）8月2日に銀座・新宿・池袋・浅草の4地区で初めて実施され、4大繁華街の目抜き通りで、午前10時から午後5時まで車道を歩行者に開放する試みがされた。この日は日曜日とあり、東京発の歩行者天国では普段の日曜日の2.4倍にあたる78万5000人の人出があり、銀座では10倍の23万人の人出で賑わい、真夏の炎天下ということもあったことから、植木やビーチパラソルや縁台、ビニール製プールまでもが登場し、道路上に座り込んで弁当を広げる若者もいたという、非日常的な光景が広がっていた。また、ほぼ同時期に神戸、尼崎、姫路でも歩行者天国が実現している。大規模な歩行者天国が東京で実施された背景には、当時はモータリゼーションによって自動車が急増した時代で、道路は車道と歩道の分離などの安全対策が追い付いていなかったことなどから、歩行者の交通事故死が大変多く交通戦争の語も生まれた。1970年には交通事故死が史上最多を記録しており、警視庁が音頭をとって各商店会に協力を求め、歩行者天国を強力に推進したのも、交通安全のための苦肉の策であった。
その後、1972年6月1日には、日本初の恒久的な歩行者天国として旭川市平和通買物公園が開設された。歩行者天国が実施された道路は、道路の一酸化炭素や騒音が激減し、環境に良いことが実証され、成功を収めたことが大きな話題となったことから、全国の都市へと広まっていった。
2000年代に入ると、種々の諸問題（「#歩行者天国が与える影響」参照）が発生したことから、地域によっては地元から歩行者天国を中止する要望が出されるようにもなり、日時を指定して行うものについては廃止されたり当初より規模を縮小されることが多くなった。歩行者天国で通行止めになった道路は2008年度末で541本で、10年前（1998年）のほぼ半分に減っているとされている。一方で商店街の活性化を期待して新たに実施される例も見られる。秋葉原の歩行者天国は、2008年に起きた通り魔事件を契機に休止していたが、2011年1月23日に再開された。同日は10万人の人が利用した。

### 名称の由来
巷では略称である「ホコテン」という呼び名もかなり普及したが、この出典・初出は不明である。
「歩行者天国」という呼称の由来は不明だが、1966年に既に朝日新聞でこの名称が使われている。「朝日新聞で使われた当時、「天国」には好感の持てるイメージがあり、様々な商品名・施設名の名称に使われたことで、それらの価値が高くなるから」と、自称・昭和レトロ研究家の串間努は個人的に分析している。

### 実施方法
繁華街や商店街では、日曜日や夕方などの人通りが多い時間帯に、歩行者天国がおこなわれているのが見られる。歩行者天国を実施する理由は様々あるが、主に大学・高等学校などの休み時間に学生が多く路上に溢れるためにその時間のみ行うもの、繁華街の一定の時間に実施し商業の発展を狙ったもの、祭りなどの行事のために一時的に道路を規制するもの、商店街に車を通さないことを目的としたもの、子供が路上で遊べるように道路を規制したものが挙げられる。
大規模なものは、警察署は実施と解除時にアナウンスを行い、それより前の時間には規制道路に路上駐車している車の一斉排除を行う。もし駐車違反をしていれば取り締まりを、駐車・停車している車で運転手が特定されれば、1台1台の車に対し警告を行う。もし、無視すると強制移動されて、反則切符を取られる。また、規制対象道路を走行している車があれば、道路から退避するよう促す。規制道路を走るバス路線は迂回規制を行うか、浅草の三社祭の規制のように特例としてバスだけ通す場合もある。歩行者天国といえども、交差する主要道路は規制しないため、交差する道路から進入されないよう、立て看板や案内板を置き、場合によっては警察官を配備して監視を行う。解除時は警察署によるアナウンスがあるが、必ずしも全ての人間に行き渡らないため、解除時間を知らない歩行者が道路を歩いている時に自動車が通ってしまうなど危険なこともあるため注意が必要である。また、雨天など悪天候のときは中止になる場合もある。この場合所轄警察署の裁量に委ねられる。
商店街など地域に密着した小規模なものは、所轄警察署が規制を行う場合もあるが、警察官を配備しなくても道路標識によって一定時間に歩行者専用道路となるように規制をかける方式が一般的である。加古川市の寺家町商店街は歩行者天国ではなく自転車の通行も許可されている。また多くの商店街では近隣住民や商店主によって立て看板を設置し、進入できないような対策がなされている。
なお、自動車運転死傷行為処罰法（平成25年11月27日法律第86号）の施行により、自動車・原動機付自転車を運転し、歩行者天国の規制に違反して交通事故を起こし人を死傷させた者は、危険運転致死傷罪（通行禁止道路運転）として、最長で20年以下の懲役（加重により最長30年以下）に処されることとなっている。

### 歩行者天国が与える影響
下記のように歩行者天国にはさまざまな影響が生じるため、原宿など一部の地域では歩行者天国を廃止している。
その一方で、廃止すると街の活気がなくなったり、歩道から人があふれて危険な状態となるとの意見もある。

#### ストリートパフォーマー
東京・原宿では「竹の子族」「ローラー族」やストリートパフォーマーなど、若者文化の発信地となり、彼らの活動はメディアで多く取り上げられ話題となり、街全体に活気を与えていた。1980年代末からはホコ天発のバンドブームに伴って多数のバンドが路上演奏をするようになり、彼らの出す騒音や見物人の出すごみに対して地元から苦情が出され、のちに歩行者天国が廃止に至る原因の一つとなった。
秋葉原では2005年の秋葉原ブームの頃から路上パフォーマンス（コスプレイヤーも含む）が増え、彼らとそれを取り囲むカメコや見物人が通行の妨げになっているとして問題となっていた。パフォーマンスは一部で加熱し、2008年には秋葉原の路上で「路上撮影会」と称して下着を見せたとして自称グラビアアイドルの女性が警視庁に逮捕されている。このとき、「ローアングラー」と呼ばれる低いアングルからパフォーマーの女性を撮影するカメコが多くのメディアで取り上げられ、その集団が街の風紀を乱しているとして批判された。

#### 防犯上の問題

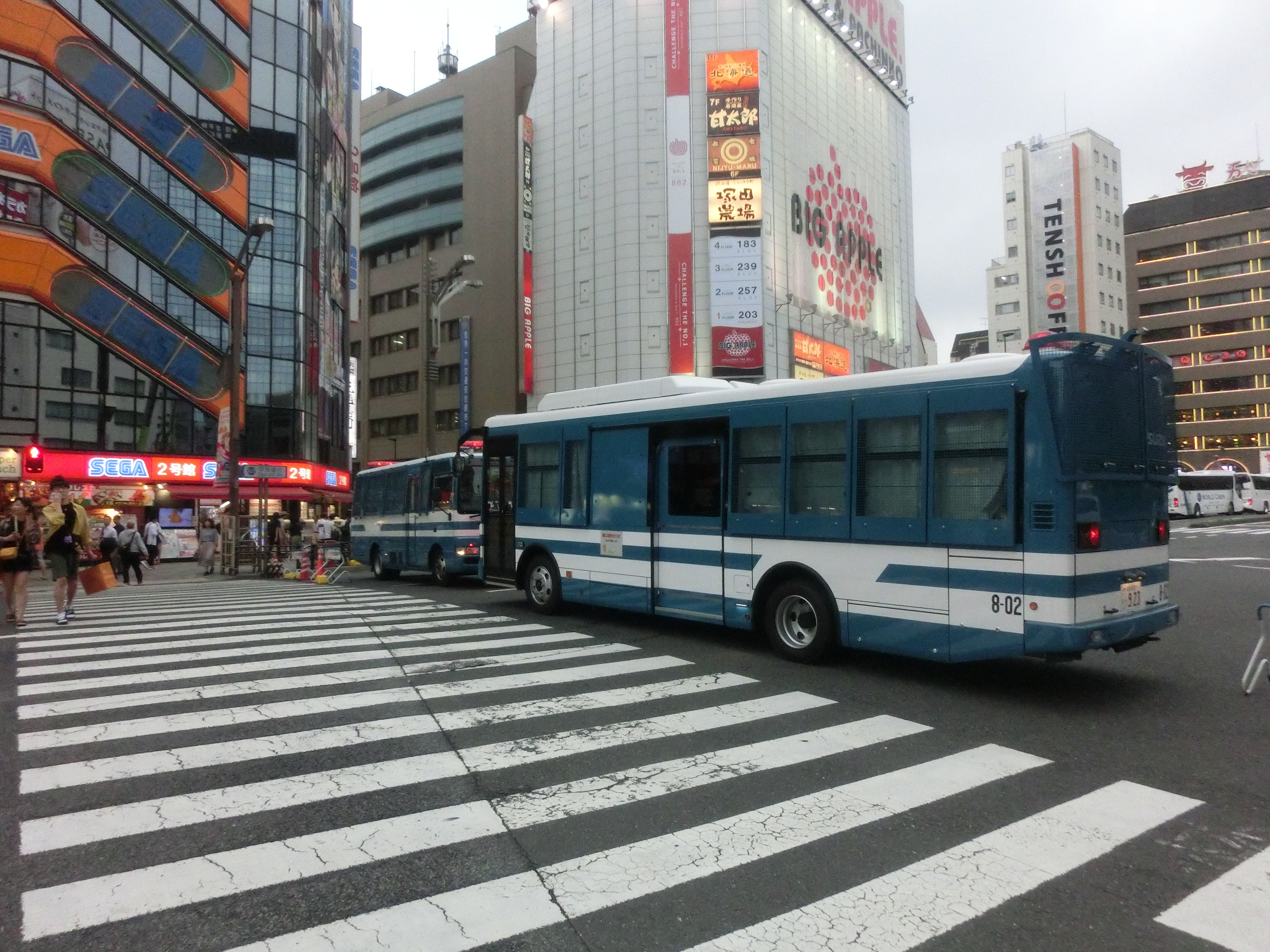
秋葉原の歩行者天国。事件以降は警察車両で封鎖している。

歩行者天国では都市の中心部に大勢の人が集中するという状況になるため、時に通り魔やテロの対象となることがある。
日本では2005年4月2日（仙台アーケード街）と12月25日（仙台市道南光院丁線）に仙台市で2回発生した暴走事件や、2008年6月8日に秋葉原で発生した通り魔などで、大勢の通行人が犠牲となり、防犯上の問題点が明らかになり、秋葉原では歩行者天国が一時中止になった。このため、仙台ではアーケードに車両の乗り入れができないようにする、秋葉原では防犯カメラを設置するなどの対策が取られた。

#### 交通問題
休日といえども道路を迂回させられることにより周辺道路が混雑する場合があり、近隣住民などからの苦情を招くことがある。
路線バスでは所定の経路上に歩行者天国が実施される区間がある場合は、迂回路を設定したり、実施時間帯はその区間のみ運休して前後の区間で折り返し運行を行ったりする例が見られる。またバス停留所についても迂回路上に歩行者天国実施時間帯専用の停留所を設置して対応することがある。
例として都営バスでは、早77系統と品97系統について、途中で経由する新宿通りが歩行者天国となる時間帯のみ、一本北側の靖国通り経由に変更される。迂回時間帯専用の停留所が設置されているほか、行先表示機にも迂回運行を示す「プロムナード」の語が表示される。

## 「歩行者天国」の例

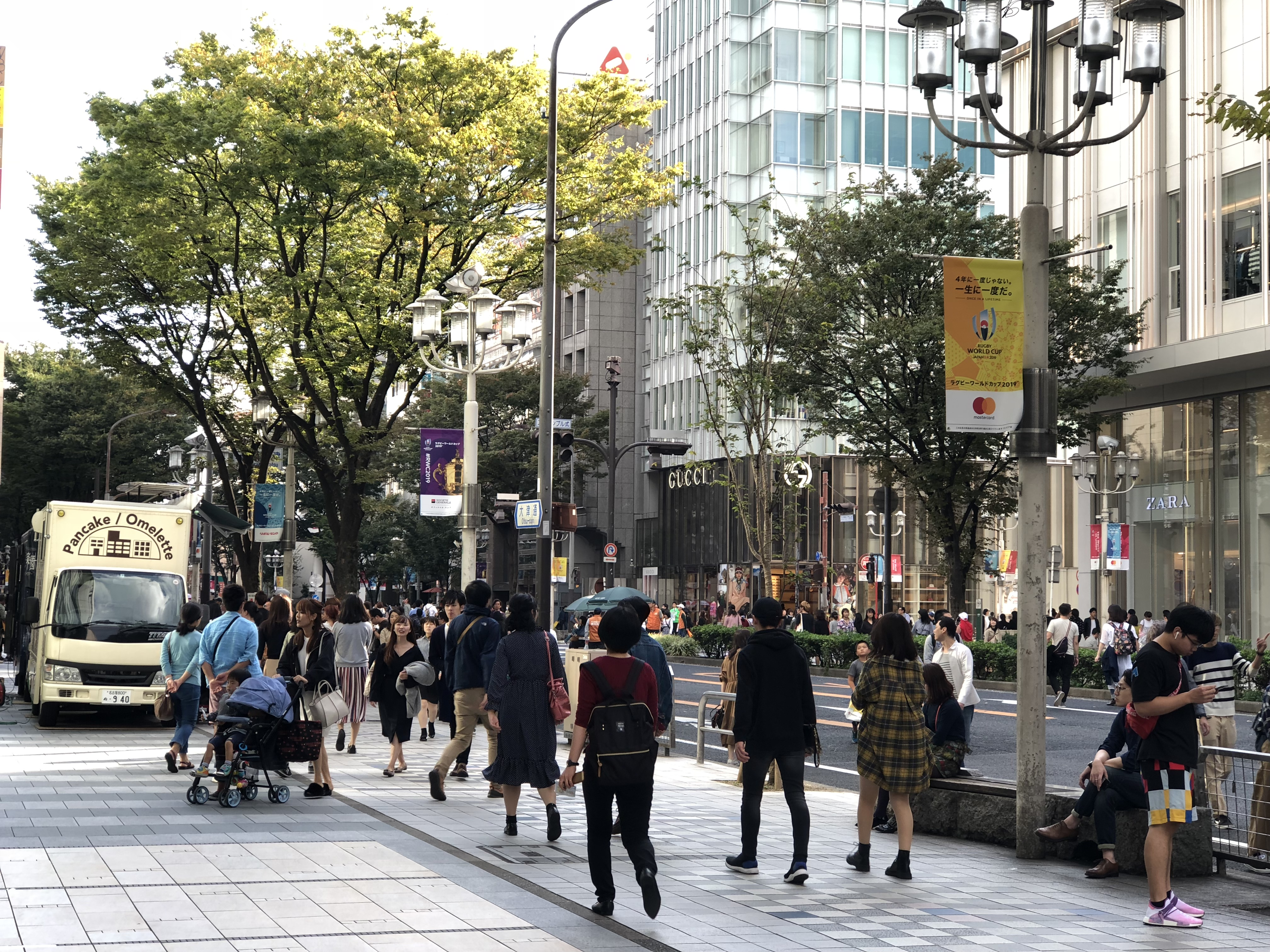
日曜日に行われる名古屋市･栄の歩行者天国の様子（2018年）

### 恒久的なもの
- 北海道旭川市
  - 平和通買物公園

1969年に社会実験を実施[14]。数度の試験実施を経て1972年6月1日に恒久的歩行者専用道路として本格オープン[15]。
- 宮城県仙台市
  - ぶらんど〜む一番町（東一番丁通り）

1970年から土曜日と日曜日に歩行者天国を実施し、1972年から全面歩行者天国を実施[16]。
- 神奈川県横浜市
  - イセザキモール

1978年に恒久的歩行者天国が開設された[14]。

### 日時指定によるもの
- 東京都
  - 中央区銀座（国道15号銀座通り〈中央通り〉 銀座通り口交差点 - 銀座8丁目交差点）約1.1km[17]

「ホリデープロムナード」とも呼称される。1970年8月に開始され、2022年現在は通年で土曜、日曜、祝祭日の日中（夏季6時間、冬季5時間）に実施されている[18]。かつて都営バス橋86系統がこの区間を経由して日本橋室町まで運行しており、歩行者天国実施中は外堀通り（都道405号）へ迂回する経路変更が行われていた。交差する晴海通り（都道304号）の交通を維持するため、区間の中間地点に位置する銀座四丁目交差点のみ車両通行止めの措置をとらない。
- 愛知県
  - 名古屋市中区栄地区（大津通 栄交差点 - 矢場町交差点）

かつては「なごや日本遊歩道」として1970年9月6日 - 1984年9月まで実施。
その後2011年9月18日 - 11月13日まで毎週日曜日（名古屋まつりが開催された10月16日除く）に「南大津通歩行者天国」の名称で社会実験として試験的に復活[19]。2012年以降も春・秋シーズンの一部の日曜日において実施されているが、2020年以降は休止中である。

### 廃止されたもの
- 東京都
下記3地区は1998年から試験的中止を継続後、2001年9月1日に正式廃止された[20]。
  - 原宿（表参道、約970m）
  - 上野（中央通り、約750m）
  - 御徒町（春日通り、約530m）